# シナンジュ (架空の武術)
シナンジュ（Sinanju）は、アメリカ合衆国の作家ウォーレン・マーフィーとリチャード・サピアによるアクション小説『デストロイヤー』シリーズ（1971年に第一作刊行）とその派生作品に登場する、架空の武術。

## 概要
シナンジュは暗殺術であると明言されており、シナンジュの継承者は破壊神シヴァの具現であるとされている。それがシリーズのタイトル「デストロイヤー」になっている。シナンジュは長い歴史の中でいくつかの分派があり、主人公レモ・ウィリアムズはMOS（Master of Sinanju＝シナンジュ継承者）としてそれらとも戦わなくてはならない。124巻でついにシナンジュ創成の秘密に主人公たちは挑んでいく。
感覚神経を極限まで鍛え上げている為、化学物質に過敏になっており、質の良くないハンバーガーを食べたレモが卒倒した。
映画化作品『レモ/第1の挑戦』（ガイ・ハミルトン監督、1985年）の劇中のセリフによれば、シナンジュの名はそれが発祥した朝鮮の村の名前にちなむという（平壌の北に「新安州」という地名が存在するが詳細は語られない）。数千年の歴史を持つ朝鮮伝統の武術であり、空手や合気道など全ての武術の源流であると語られる。
武器を持った大男を素手でたやすく叩きのめすのはもちろんのこと、敵の引鉄を引く筋肉の音を聞き分け、拳銃の弾丸をよける。暗闇でも目が見え、素手で壁を攀じ登る。埃や生コンの上を足跡をつけずに走り、最後には水の上を走ることさえできるようになる。